# Salamanca (provins)
Salamanca är en provins i centrala Spanien och ligger i den västra delen av den autonoma regionen Kastilien och Leon.
Provinsen gränsar till provinserna Zamora, Valladolid, Ávila, Cáceres och med Portugal. Provinsens huvudstad är Salamanca.
Salamanca har en yta av 12 350km² varav 45% bor i huvudstaden och den totala folkmängden uppgår till 353 110 (2006). Provinsen är indelad i 362 kommuner vilka mer än hälften är kommuner med färre än 300 invånare.